# Ebersbach, Görlitz
Ebersbach là một đô thị huyện Görlitz, trong bang tự do Sachsen, nước Đức. Nó nằm cách Zittau 20 km về phía đông bắc, và cách Bautzen 23 km về phía đông nam.

## Quan hệ quốc tế
Ebersbach, Görlitz kết nghĩa với:
- Bourg-lès-Valence, Pháp
- Ebersbach an der Fils, Đức
- Jiříkov, Cộng hòa Séc